# Кометата идва
„Кометата идва“ (на шведски: Kometen Kommer) е втората книга от поредицата за муминтролите на финландската детска писателка Туве Янсон. Публикувана е през 1946 година. Съществува една по-малко позната встъпителна част, излязла през 1945 година под заглавие „Мумините и голямото наводнение“, но тъй като Долината на мумините и някои от основните персонажи като Снусмумрик и госпожица Снорк, са въведени в „Кометата идва“, често се смята, че тя е първата книга в поредицата.
На български език книгата излиза първи път през 2009 година в превод на Анелия Петрунова, с оригиналните илюстрации на авторката.

## Сюжет
Внимание:  Текстът по-долу разкрива сюжета на произведението (или части от него)!
Лятото настъпва. Муминската долина е потънала в зеленина, а Муминтрол и животинчето Сниф откриват, че наблизо си имат цяло море и тайна пещера в добавка. После излиза буря и принуждава Мускусния плъх да търси подслон в синята муминска къща. А след бурята всичко става сиво – къщата, реката, дърветата, и в небето се появява малка червена точка. Муминтрол и Сниф решават да отидат до Обсерваторията в Самотните планини и да видят с очите си каква е тази точка. По пътя срещат Снусмумрик, който притежава хармоничка, зелена шапка и стара лула и няма нужда от нищо друго на света, защото може да има всичко, което вижда и което го радва, в главата си. Червената точка в небето става все по-голяма и след посещението в Обсерваторията придобива име – комета, която при това се е насочила точно към Муминската долина. После приятелите срещат брата и сестрата Снорк и цялата дружина потегля бързо към долината, за да предупредят мама Муминка и татко Мумин за опасността. Бегълците намират спасение в пещерата на Сниф, а пътьом се чудят колко ли самотна се чувства кометата, щом всички се страхуват от нея.
|  | На български:„Кометата идва“ • „Цилиндърът на Магьосника“ • „Корабът на вселените“ • „Тайнството на юни“ • „Омагьосана зима“ • „Невидимото дете“ • „Татко Мумин и морето“ • „В края на ноември“ Персонажи: Муминтрол • Татко Мумин • Мама Муминка • Малката Мю • Мюмлата • Сниф • Снусмумрик • Филифьонката • Мората • Хемулът • Хатифнатите Други: „Дъщерята на скулптора“ (автобиография) |